# Гарачковська Оксана Олександрівна
Оксана Олександрівна Гарачковська (народилася 2 березня 1975) — український філолог, доктор філологічних наук, доцент, професор кафедри зв'язків із громадськістю і журналістики факультету журналістики і міжнародних відносин Київського національного університету культури і мистецтв.

## Життєпис
Закінчила:
- Кам'янець-Подільський державний педагогічний університет, спеціальність «Початкове навчання»;
- Подільська державна аграрно-технічна академія, спеціальність «Облік і аудит».

Стажувалась у Празькому інституті підвищення кваліфікації (Чехія), за темою: «Публікаційна та проектна діяльність у країнах Євросоюзу: від теорії до практики», м. Прага (2016).

## Наукова і педагогічна діяльність
Є автором понад 80 наукових та науково-методичних праць, серед яких
- навчальний посібник «Українська література для дітей: хрестоматія» (Гриф МОН України № 1/ІІ-5394 від 21.06.10 р.);
- навчальний посібник «Історія зарубіжної літератури» (Гриф МОН України № 1/ІІ-2528 від 29.03.10 р.) — співавтор;
- навчальний посібник «Історія української літератури ХХ — поч. ХХІ століття (1, 2 том)» (Гриф МОН України № 1/ІІ-3149 від 06.03.2012 р.)

у співавторстві;
- монографія «Дивосвіт української літературної казки другої половини ХХ століття» (2014 р.),
- монографія «ХХ століття в українській поезії крізь призму сміху» (2015 р.).[1]

Розробила навчально-методичні комплекси з таких дисциплін: «Культура мови», «Редакційно-видавничий менеджмент»; «Літературний стиль», «Теорія твору і тексту», «Сучасна українська мова», «Типологія помилок».
Викладає дисципліни: Літературний стиль, Редакційно-видавничий менеджмент, Типологія помилок, Сучасна українська мова, Культура мови, Українська мова (за професійним спрямуванням).